# سبيك آند سبان
سبيك آند سبان هي علامة تجارية لمنظف منزلي متعدد الأغراض يتم تسويقها بواسطة شركة المنتجات المخصصة. لاستخدام المستهلك المنزلي وبواسطة بروكتر وغامبل للاستخدام المهني (غير المستهلك في المنزل).

## تاريخ

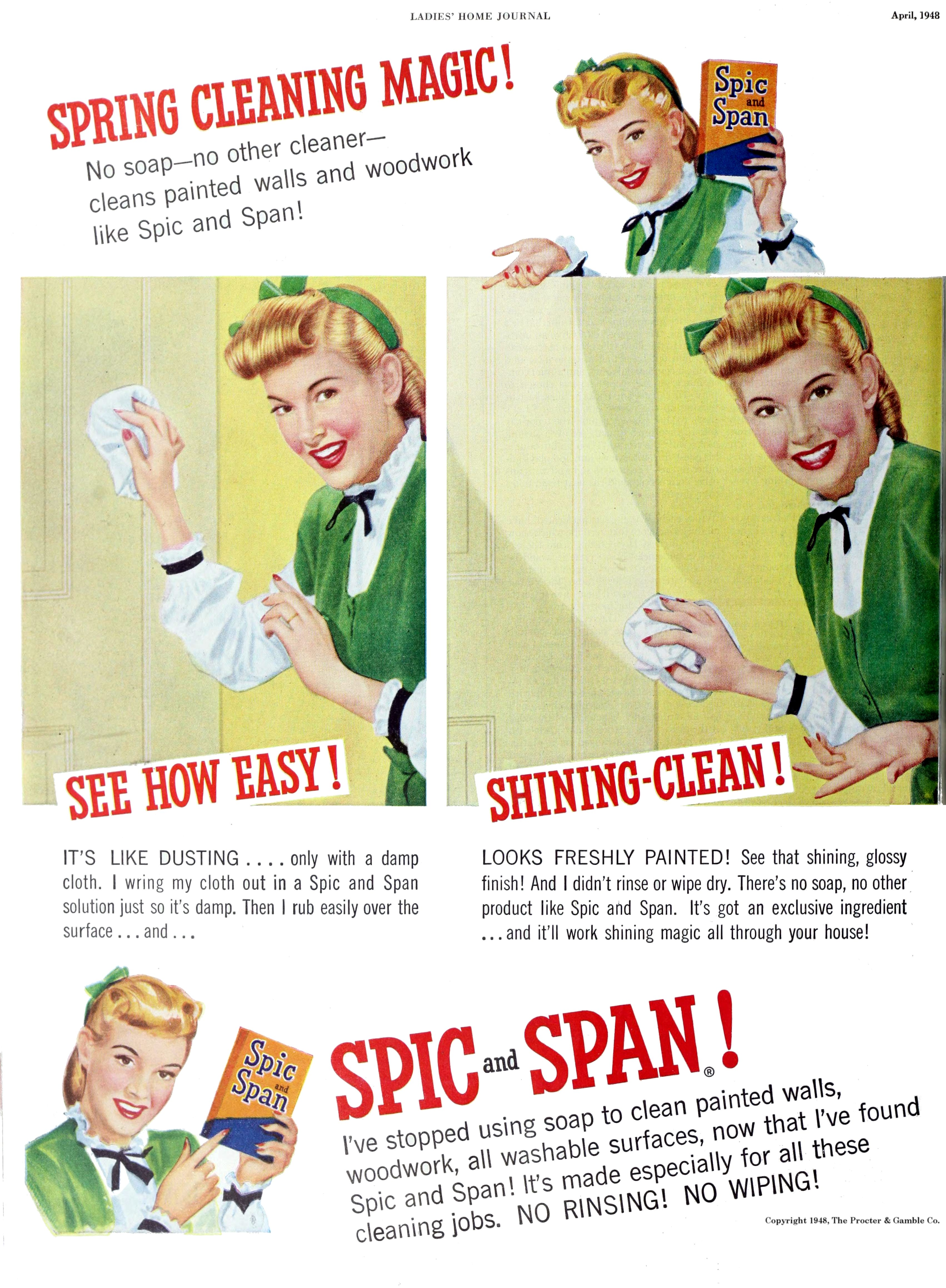
1948 إعلان عن المنتج.

في 15 يونيو 1926، سجلت شركة ويستل بوتولينغ في جونسونبرغ بولاية بنسلفانيا علامة تجارية «سبيك آند سبان» برقم 214.076 - مركّب غسيل وتنظيف على شكل بلوري بخصائص تليين المياه العرضية. 
تم اختراع المنظف الحديث من قبل ربات البيوت إليزابيث «بيت» ماكدونالد ونعومي ستينجلين في ساجينو بولاية ميشيغان عام 1933.[بحاجة لمصدر] اشتملت صيغتهم على أجزاء متساوية من الصمغ المطحون وكربونات الصوديوم وفوسفات ثلاثي الصوديوم الذي لم يعد جزءًا من الصيغة الحديثة بسبب القلق من الأضرار البيئية الناجمة عن الفوسفات يشق طريقه إلى المجاري المائية.[بحاجة لمصدر] لاحظت ستينجلين من الإخبار الذي أجرته في منزلها جعله خالياً من أي بقع، وبدأوا في بيع المنتج في مظاريف بنية إلى الأسواق المحلية. من عام 1933 إلى عام 1944، ساعدت كلتا العائلتين في إدارة «شركة منتجات سبيك آند سبان».[بحاجة لمصدر] في 29 يناير 1945 ، اشترت شركة بروكتر و غامبل، وهي شركة دولية كبرى لتصنيع المنتجات المنزلية والشخصية مقرها في سينسيناتي بولاية أوهايو، شركة سبيك آند سبان مقابل 1.9 دولار مليون. في 30 أغسطس 1949، سجلت شركة بروكتر وغامبل العلامة التجارية «سبيك آند سبان» (منظف قابل للذوبان ومنظف ومنظف).[بحاجة لمصدر]
تم الإعلان عن المنتج في العديد من الإعلانات التليفزيونية، حيث كانت الراعي الرئيسي ل"سيرتش فور تمورو" البحث عن الغد لمدة عقدين من الزمن.[بحاجة لمصدر]
تم الاستحواذ على العلامة التجارية، جنبًا إلى جنب مع شركة كوميت، بواسطة برستيج براندز في عام 2001. في عام 2018، باعت برستيج براندز العلامة التجارية لشركة KIK للمنتجات المخصصة. احتفظت شركة بروكتر وغامبل بحقوق تسويق العلامة التجارية للسوق المهني (غير المستهلك من المنزل) في الولايات المتحدة. ومع ذلك، لم يعد يتم الإعلان عن المنتج على شاشة التلفزيون. 

## الاستعمال
يجب خلط المسحوق بالماء لاستخدامه. ويتواجد نسخة سائلة متاحة أيضاً. على الرغم من اعتباره منتج متعدد الاستعمالات، فإنه «غير موصى به للسجاد أو المفروشات أو الألمنيوم أو الزجاج أو الغسيل أو يتم خلطه بالمبيض أو الأمونيا» كما هو موضح على ملصق المنتج.[بحاجة لمصدر]

## علم أصول اللغة
يعني تعبير «سبان-نيو» عن ما هو جديد على سبيل المثال رقائق الخشب المقطوعة حديثًا التي كانت تستخدم في صنع الملاعق. في استعارة يعود تاريخها إلى عام 1300 تقريباً، وهي تعبر عن كل شيء جديد ممتد أنيق وغير ملوث.
تمت إضافة كلمة «سبيك» في القرن السادس عشر، حيث كانت كلمة «سبيك» تعني (مسمار) استعارة أخرى لشيء أنيق ومهذب. قد تكون العبارة البريطانية قد تطورت من الكلمة الهولندية «علامة تجارية جديدة سبايك» ، «سبايك-علامة تجارية جديدة». عام 1665، استخدم صموئيل بيبس "سبيك آند سبان" في مذكراته الشهيرة. يبدو أن الإحساس «النظيف» نشأ مؤخرًا فقط. هذا المصطلح لا علاقة لها تماماً للحديث لقب «سبيك».

## روابط خارجية
- الموقع الرسمي